# Kosmos 146
Kosmos 146 là tiền thân của vệ tinh thử nghiệm của Liên Xô đối với dòng Zond, được phóng từ sân bay vũ trụ Baikonur trên một tên lửa Proton K. Tàu vũ trụ được thiết kế để khởi động một phi hành đoàn từ Trái Đất để tiến hành một lần bay sát Mặt Trăng và trở về Trái Đất. Trọng tâm chính là một chuyến bay hình số 8 vòng qua Mặt Trăng của Liên Xô, giúp thu thập thông tin của Mặt Trăng, và cũng cho thấy quyền lực của Liên Xô. Cuộc thử nghiệm chạy từ chương trình Zond từ 1967-1970, đã tạo ra nhiều thất bại trong các hệ thống tái nhập cảnh vào khí quyển của 7K-L1. Các phiên bản 7K-L1 còn lại bị loại bỏ, cuối cùng được thay thế bằng Soyuz 7K-L3

## Mục tiêu
Có những ý kiến khác nhau về các mục tiêu và thành công của sứ mệnh "Kosmos-146". Hầu hết các nguồn tin báo cáo rằng Kosmos 146 đạt được vận tốc thoát ra khỏi Trái Đất. Mục tiêu của Kosmos-146 không thể là quay quanh Mặt Trăng, vì thời gian và địa điểm phóng đã không cho phép một quỹ đạo như vậy.
Các động cơ của Block D không được bắt đầu ngay lập tức, nhưng chỉ sau khi khoảng 8 quỹ đạo được hoàn thành, điều đó là không bình thường. Được biết một số người cho rằng có những người suy đoán rằng sự chậm trễ này hoặc là có nghĩa là để mô phỏng sự xuất hiện của một phi hành đoàn được phóng lên riêng biệt tại tàu vũ trụ Soyuz hay không.

## Cuộc đua Mặt Trăng
Vào thời điểm thiết bị được đưa ra, Hoa Kỳ đã có các tàu vũ trụ được đưa vào quỹ đạo Mặt Trăng theo nguyên mẫu của chiếc xe Mặt Trăng (AS-201, AS-202, AS-203). Mỹ có thể tiếp tục ra mắt các nguyên mẫu có người lái của các tàu Mặt Trăng trước khi Liên Xô đưa nguyên mẫu không người lái đầu tiên vào quỹ đạo, nhưng hai tháng trước khi khởi động Kosmos-146, đã xảy ra đám cháy trong mô-đun lệnh, và toàn bộ phi hành đoàn của Apollo 1 đã bị chết.